# 筑前植木駅
筑前植木駅（ちくぜんうえきえき）は、福岡県直方市大字植木にある、九州旅客鉄道（JR九州）筑豊本線（福北ゆたか線）の駅である。駅番号はJC21。

## 歴史
- 1893年（明治26年）12月20日：植木駅（うえきえき）として筑豊興業鉄道が開設[1]。
- 1897年（明治30年）10月1日：筑豊鉄道と九州鉄道（初代）が合併し、筑前植木駅（ちくぜんうえきえき）に改称[1]。
  - 九州鉄道に既に植木駅があったための措置で、他の駅との区別のために令制国名を冠した最初の事例である[3]。
- 1907年（明治40年）7月1日：九州鉄道（初代）国有化により帝国鉄道庁が所管[4]。
- 1987年（昭和62年）4月1日：国鉄分割民営化に伴い、九州旅客鉄道（JR九州）の駅となる[5]。
- 1989年（平成元年）3月：駅舎改築[6]。
- 2001年（平成13年）1月18日：自動改札機を設置し、供用開始[7]。
- 2009年（平成21年）3月1日：ICカード「SUGOCA」の利用が可能となる[8]。
- 2015年（平成27年）3月14日：無人駅化[2]。
- 2017年（平成29年）3月4日：若松駅 - 新入駅間（折尾駅除く）の10駅と共に駅遠隔案内システム「ANSWER」を導入[9]。

## 駅構造
単式ホーム2面2線を有する地上駅。互いのホームは跨線橋で連絡している。木造駅舎を有する。

### のりば
| のりば | 路線         | 方向 | 行先             |
| ------ | ------------ | ---- | ---------------- |
| 1      | 福北ゆたか線 | 下り | 直方・新飯塚方面 |
| 2      | 福北ゆたか線 | 上り | 折尾・若松方面   |

## 利用状況
2020年度の1日平均乗車人員は410人である。
| 乗降人員推移 | 乗降人員推移 | 乗車人員推移 |
| 年度         | 1日平均人数  | 1日平均人数  |
| ------------ | ------------ | ------------ |
| 2007年       | 1,241        |              |
| 2008年       | 1,094        |              |
| 2009年       | 1,147        |              |
| 2010年       | 1,196        |              |
| 2011年       | 1,221        |              |
| 2012年       | 1,254        |              |
| 2013年       | 1,273        |              |
| 2014年       | 1,218        |              |
| 2015年       | 1,220        |              |
| 2016年       | 1,175        |              |
| 2017年       |              | 574          |
| 2018年       |              | 550          |
| 2019年       |              | 547          |
| 2020年       |              | 410          |

## 駅周辺
- 御山神社
- 御山公民館
- 九州自動車道直方パーキングエリア（直方バスストップ）
- 福岡県教育庁 北九州教育事務所
- 聖福寺
- 山田川
- 直方市立植木小学校
- 猿田彦神社
- 犬鳴川
- 中島橋(北九州市八幡西区木屋瀬方面)
- 遠賀川
- 西鉄バス筑豊 植木バス停
- 直方市コミュニティバス 下町公民館前バス停

## 隣の駅
九州旅客鉄道（JR九州）
 福北ゆたか線（筑豊本線）
■快速（下りのみ運転）・■普通
鞍手駅（JC22） - 筑前植木駅（JC21） - 新入駅（JC20）